# Famke Janssen
Famke Beumer Jannsen (rođena 5. studenog 1964.) nizozemska je glumica i bivša manekenka. Poznata je po njenim ulogama u filmu Zlatno oko, televizijskoj seriji Reži me, te u serijalu filmova X-Men.

## Životopis

### Rani život
Jannsen je rođena u Amselveenu, Nizozemskoj, kao jedina brineta u obitelji plavuša. Ondje, osim njenog materinjeg nizozemskog jezika, naučila je govoriti engleski, njemački i francuski jezik. Ima dvije sestre, Antoinette Beumer (redateljica) i Marjolein Beumer (glumica). Janssen je iz Nizozemske odselila u Ujedinjene Američke Države 1984. godine i tamo započela svoju karijeru modela. Imala je potpisani ugovor s agencijom Elite Model Management, te radila za Yves Saint Laurenta, Chanel i Victoria's Secret, iako je izgubila nekoliko mjeseci zbog automobilske nesreće nakon koje je bila prisiljena neko vrijeme nositi ovratnik. Nakon studiranja pisanja i književnosti na Sveučilištu Columbia, preselila se u Los Angeles kako bi započela svoju glumačku karijeru.

### Karijera
Nakon doseljenja u Los Angeles, Janssen je primila svoje prve uloge, pojavljujući se kao gost u pojedinim televizijskim serijama (kao što su Zvjezdane staze: Nova generacija i Merlose Place). Njena prva filmska uloga bila je s Jeffom Goldblumom u filmu Father & Sons (1992.). Kasnije se pojavila u prvom James Bond filmu Piercea Brosnana, kao fatalna žena Xenia Onatopp. 1998. glumila je u osam filmova.
Janssen je glumila superheroinu dr. Jean Grey/Phoenix u filmovima X-Men, X-Men 2, te X-Men: The Last Stand. Isto tako, Jannsen se pojavila u filmovima Lord of Illusions, The Faculty, House on Haunted Hill, I Spy, Rounders, Deep Rising i Hide and Seek. 

Janssen je igrala zapaženu ulogu u drugoj sezoni popularne televizijske serije Reži me, kao zavodljiva i manipulativna transrodna savjetnica Ava Moore.
Janssen je potpisala sudjelovanje u novoj policijskoj drami za NBC. Seriju će stvarati David Shore, stvaralac i izvršni producent serije Dr. House. Pisac serije Dr. House – Peter Blake, također će sudjelovati u stvaranju projekta. Serija će, prema riječima producenata, biti lagana drama s postupovnim elementima koji kruže oko ženske policijske službenice (Janssen).
Janssen pruža pripovijedanja na nizozemskom jeziku za Studio Tram Tour u svim Disneyjevim parkovima.

### Osobni život
Janssen živi u New Yorku, u Greenwich Villageu. Bila je udana za pisca/redatelja Toda Culpana Williamsa, sina arhitekta Toda Williamsa, od 1995. do 2000. godine.
Njeno ime izgovara se /fɑːmke/, što u prijevodu s frizijskoga jezika (materinjeg jezika Frizijaca u provinciji Friziji u Nizozemskoj) znači djevojčica.
Janssen posjeduje prugastog boston terijera imena Licorice, s kojime često putuje.  Sestre Bronte, Vladimir Nabokov i Jean Rhys njeni su omiljeni pisci.
Janssen je dobila nešto medijske ozloglašenosti zbog njenih izrazito velikih stopala (EU veličine 46), jer su njene cipele tijekom snimanja filma Zlatno oko morale biti napravljene točno po mjeri kako bi joj pristajale.

## Filmografija
- Fathers & Sons (1992.)
- Relentless IV: Ashes to Ashes (1994.)
- Zlatno oko (1995.)
- Lord of Illusions (1995.)
- Dead Girl (1996.)
- City of Industry (1997.)
- The Faculty (1998.)
- The Adventures of Sebastian Cole (1998.)
- Celebrity (1998.)
- Rounders (1998.)
- RPM (1998.)
- Deep Rising (1998.)
- The Gingerbread Man (1998.)
- Monument Ave. (1998.)
- Kuća straha (1999.)
- X-Men (2000.)
- Circus (2000.)
- Love & Sex (2000.)
- Don't Say a Word (2001.)
- Made (2001.)
- I Spy (2002.)
- X-Men 2 (2003.)
- Reži me (2004.)
- Eulogy (2004.)
- Hide and Seek (2005.)
- X-Men: The Last Stand (2006.)
- The Treatment (2006.)
- The Ten (2007.)
- Turn the river (2007.)

## Vanjske poveznice
- Famke Janssen u internetskoj bazi filmova IMDb-u (engl.)